# Arenaria antitaurica
Arenaria antitaurica är en nejlikväxtart som beskrevs av Mcneill. Arenaria antitaurica ingår i släktet narvar, och familjen nejlikväxter. Inga underarter finns listade i Catalogue of Life.